# Mike Ouellette
Mike Ouellette (* 7. Juli 1982 in Kamloops, British Columbia) ist ein kanadischer Eishockeyspieler, der zuletzt beim EHC Linz aus der Österreichischen Eishockey-Liga unter Vertrag stand.

## Karriere

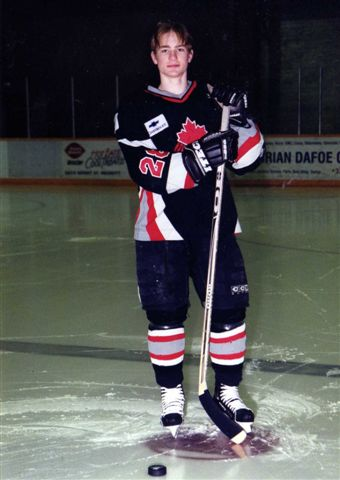
Ouellette im Dress der Merritt Centennials

Mike Ouellette begann seine Karriere als Eishockeyspieler bei den Merritt Centennials, für die er in der Saison 2000/01 in der British Columbia Hockey League aktiv war. Anschließend spielte der Angreifer von 2002 bis 2006 für die Mannschaft des Dartmouth College, ehe er gegen Ende der Saison 2005/06 sein Debüt im professionellen Eishockey für die Springfield Falcons aus der American Hockey League gab, für die er in drei Spielen ein Tor vorbereitete.
Von 2006 bis 2009 stand Ouellette  im Franchise der New York Rangers aus der National Hockey League unter Vertrag, für die er allerdings nie spielte. Stattdessen lief er für deren Farmteams, die Charlotte Checkers aus der ECHL und das Hartford Wolf Pack aus der AHL auf. Anschließend unterschrieb der Kanadier beim KHL Medveščak Zagreb, der vor der Saison 2009/10 in die Österreichische Eishockey-Liga aufgenommen worden war.
Zur Saison 2010/11 wechselte Ouellette nach Deutschland zu den Kassel Huskies. Nachdem der Verein noch vor Saisonbeginn aufgelöst worden war, unterzeichnete Ouellette im September 2010 beim EC Graz 99ers in der österreichischen Eishockey-Liga.
Zwischen 2011 und 2013 stand Ouellette beim EHC Linz unter Vertrag und gewann mit diesem 2012 den Österreichischen Meistertitel. Die Saison 2013/14 verbrachte er bei den Vienna Capitals, ehe er zur Saison 2014/15 nach Linz zurückkehrte.

## Erfolge und Auszeichnungen
- 2012 Österreichischer Meister mit dem EHC Linz

## AHL-Statistik
(Stand: Ende der Saison 2010/11)